# Moisés Arragel
Moisés Arragel (finals del segle xiv, Guadalajara - † 1493, Portugal) fou un rabí sefardita autor de la Bíblia d'Alba, traducció al castellà de la Bíblia en hebreu, per encàrrec de Luis González de Guzmán.

## Biografia
Va establir-se el 1422 a Maqueda (Toledo), on Luis González de Guzmán, mestre de l'Orde de Calatrava, desitjós de llegir la Bíblia en castellà, l'animà a traduir-la i comentar-la. Tot i que en un principi l'espantà la complexitat de la tasca i el fet de desagradar jueus i cristians, aconsellat pel franciscà Arias de la Encina i per l'ardiaca Guzmán, es traslladà a Toledo amb el suport del mestre, on conclogué la traducció el 2 de juny del 1430 i la revisió, els comentaris i les notes el 1433.
Arragel, després del Decret de l'Alhambra, s'exilià a Portugal el 1492, on va morir l'any següent. Entre els seus deixebles, segons Abraham Zacut, hi ha Isaac Abohab, que va morir també a Portugal exiliat voluntàriament el 1493.

## LaBíblia d'Alba
El còdex il·lustrat de la traducció de Moisés Arragel de la Bíblia es trobava el 1624 en poder de l'inquisidor general Andrés Pacheco, descendent de Juan Pacheco, marquès de Villena, qui el va regalar al comte-duc d'Olivares. D'aquí passà per adquisició a la casa d'Alba. Des d'aleshores, fou la coneguda com Bíblia d'Alba, que costà tres-cents mil reals de l'època.
La traducció segueix la Vulgata, tot i que no s'allunya del text hebreu. L'escrit revela un bon coneixement de l'exegesi jueva, sense ignorar la tradició cristiana. Acompanyen la Bíblia les cartes intercanviades amb el promotor i els franciscans, i moltes il·lustracions, obra d'aquests últims. L'obra només va ser impresa en dos volums per Antonio Paz y Meliá amb el títol Biblia traducida del hebreo al castellano por Rabbí Mosé Arragel de Guadalfajara i publicada pel duc de Berwick i Alba.